# Café del Mundo
Café del Mundo ist die Musikformation der beiden Gitarristen Jan Pascal und Alexander Kilian.

## Biografie
Jan Pascal (* 22. April 1975 in Würzburg) komponiert seit seiner Jugend eigene Gitarrenstücke. Nach dem frühen Unfalltod seiner Mutter besuchte er in Münsterschwarzach das Benediktiner-Internat. Dort erhielt er Unterricht in Klavier bei Domenikus Trautner, später in klassischer Gitarre bei Bernhard Weber in Heidelberg und vor allem Flamenco-Gitarre bei Rafael Cortes und Mariano Martín. Er gründete 1996 sein eigenes Tonstudio und 2002 das Indie-Label visioninmusic.
Alexander Kilian (* 27. Februar 1987 in  Bad Mergentheim) gewann mit 15 Jahren einen Sonderpreis beim internationalen Openstrings-Gitarrenfestival in Osnabrück, mit the Shin wurde er Bundessieger des Creole-Weltmusikwettbewerbs 2009. Er studierte mit Diplom-Abschluss im Fach Jazz-Gitarre. Meisterkurse absolvierte er unter anderem bei Rafael Cortes, Zoltan Tokos und Kalman Irmai.
2007 lernten sich beide im Rahmen der Buchener Gitarrentage bei einem Flamenco-Gitarren-Workshop kennen. 2013 spielten sie beim Jazz Open Stuttgart im Vorprogramm von Lang Lang und unterschrieben beim Münchner Label GLM Music. Musikalische Gäste bei Konzerten und Studio-Alben waren u. a. 2012–2013 Murat Coskun, 2012–2014 Angela Frontera sowie 2013–2014 Joo Kraus, Mulo Francel und Didi Lowka. 2017 traten sie mit Krzysztof Kobyliński auf.
2018 veröffentlichte Café del Mundo das Album Beloved Europa. Darauf finden sich neben Eigenkompositionen erstmals Bearbeitungen fremder Komponisten, darunter eine Bearbeitung von Franz Schuberts Erlkönig für zwei Flamenco-Gitarren. Die Flamenco-Sängerin Rosario la Tremendita übernahm darin die Stimme des Erlkönigs im Duett mit dem Bassbariton Henryk Böhm.
2019 erschien nach einer UK-Club-Tour das Album Famous Tracks (GLM Music), das in den Abbey Road Studios, London, aufgenommen und produziert wurde.
2021 beendete Café del Mundo, wegen der schlechten Bezahlung der Künstler, die Zusammenarbeit mit den bekannten Streaming-Anbietern (Spotify, Apple Music) und entwickelten stattdessen mit der mundo-App ein eigenes Streaming-Angebot. Die weiterentwickelte mundo-App Vol. 2, die im Herbst 2021 erschien, erhielt neben verschiedenen grundlegenden Änderungen einen Livekonzert-Modus mit interaktiver Lightshow. 
2023 erschien das Album Café del Mundo SYMPHONIC mit dem Royal Philharmonic Orchestra, London, aufgenommen in den Abbey Road Studios, London.
2023 landeten sie mit einer Cover-Version von Ludovico Einaudis "Una mattina" aus dem Film "Ziemlich beste Freunde" einen viralen Hit zuerst auf Instagram, anschließend auf TikTok. Im Rahmen dieser Viralität und großer internationaler Nachfrage entschieden sie sich einzelne Werke auch auf den gängigen Plattformen zu veröffentlichen, komplette Alben blieben jedoch ausschließlich in der mundo-App Vol.2 verfügbar.
2024 erschien die Single "Paradise", eine Kooperation mit dem rumänischen DJ Andrew Dum und der Sängerin Alina Eremia.
Café del Mundo pflegt eine rege internationale Konzerttätigkeit: Ronnie Scott’s Jazz Club, London (England) | Islington Asembley Hall, London (England) | Rencontre Calenzana Musikfestival, Korsika (Frankreich) | Silencio Club (David Lynch), Paris (Frankreich) | Theatro del Palacio Alhambra, Granada (Spanien) | Jazzovia, Gliwice (Polen) | Śląsk Days (Polen) | Guitar Festival, Pescara (Italien) | Česka Lipa (Tschechien) | Rheingau Musikfestival | Mosel Musikfestival | Festspiele Mecklenburg-Vorpommern | Altmark Festspiele.

## Diskografie
- 2024: 80er unplugged (Visioninmusic)
- 2023: Symphonic (Visioninmusic)
- 2022: Winterhauch – der Film (Visioninmusic)
- 2022: Merry Guitar Christmas (Visioninmusic)
- 2021: Sofa Songs (Visioninmusic)
- 2021: Guitar Super Nova (Visioninmusic)
- 2020: Winterhauch (GLM Music)
- 2019: Famous Tracks (GLM Music)
- 2018: Beloved Europa (GLM Music)
- 2015: Dance of Joy (GLM Music)
- 2015: In Passion – live at Theaterhaus Stuttgart (GLM Music)
- 2014: La Perla (GLM Music)
- 2012: Café del Mundo (Visioninmusic)
- 2008: Nuevo Cuarteto (Visioninmusic)